# The Voice of the Philippines
The Voice of the Philippines (noto semplicemente come The Voice) è stato un programma televisivo filippino, in onda dal 2013 su ABS-CBN. Si trattava della versione locale del talent show The Voice, format olandese trasmesso in tutto il mondo e ideato da John de Mol, creatore del Grande Fratello.

## Edizioni
Legenda
- Team Sarah
- Team Bamboo
- Team apl
- Team Lea

| Edizione | Periodo della trasmissione | Periodo della trasmissione | Puntate | Concorrenti ammessi | Vincitore     | Secondo            | Terzo         | Quarto        | Coach vincitore | Conduzione   | Conduzione   | V-Reporter    | V-Reporter   | Telespettatori | Share |
| -------- | -------------------------- | -------------------------- | ------- | ------------------- | ------------- | ------------------ | ------------- | ------------- | --------------- | ------------ | ------------ | ------------- | ------------ | -------------- | ----- |
| 1ª       | 15 giugno 2013             | 29 settembre 2013          | 13      | 52                  | Mitoy Yonting | Klarisse de Guzman | Janice Javier | Myk Perez     | Lea Salong      | Toni Gonzaga | -            | Robi Dommingo | Alex Gonzaga |                |       |
| 2ª       | 26 ottobre 2014            | 1º marzo 2015              | 10      | 57                  | Jason Dy      | Alisah Bonaobra    | Leah Patricio | Rence Rapanot | Sara Geronimo   | Toni Gonzaga | Luis Manzano | Robi Dommingo | Alex Gonzaga |                |       |

### Prima edizione (2013)
La prima edizione del programma è andata in onda dal 15 giugno al 29 settembre 2013 e condotto da Toni Gonzaga. I coach di questa edizione sono Sarah Geronimo, Bamboo Mañala, la voce dei Black Eyed Peas apl.de.ap e Lea Salonga. Il vincitore dell'edizione è Mitoy Yonting (Team Lea).
Il format è costituito da tre fasi:
- Blind Auditions
- The Battles
- Live Show

### Seconda edizione (2014)
La seconda edizione del programma è andata in onda dal 26 ottobre 2014 al 1º marzo 2015, condotto da Toni Gonzaga confermata per la seconda edizione, affiancata da Luis Manzano. I coach sono Sarah Geronimo, Bamboo Mañala, la voce dei Black Eyed Peas apl.de.ap e Lea Salonga anche loro riconfermati per questa edizione. Il vincitore dell'edizione è Jason Dy (Team Sarah)
Il format è costituito da quattro fasi:
- Blind Auditions
- The Battles
- I Knockouts
- Live Show

## Coach e conduttori

### Coach
| Coach          | Edizioni    | Edizioni    | Totale |
| Coach          | 1ª          | 2ª          | Totale |
| -------------- | ----------- | ----------- | ------ |
| Sarah Geronimo | descrizione | descrizione | 2      |
| Bamboo Mañala  | descrizione | descrizione | 2      |
| apl.de.ap      | descrizione | descrizione | 2      |
| Lea Salonga    | descrizione | descrizione | 2      |

### Conduttori
| Conduttore   | Edizioni    | Edizioni    | Totale |
| Conduttore   | 1ª          | 2ª          | Totale |
| ------------ | ----------- | ----------- | ------ |
| Toni Gonzaga | descrizione | descrizione | 2      |
| Luis Manzano | descrizione | descrizione | 2      |